# Шаталов, Юрий Михайлович
Юрий Михайлович Шаталов (1946—1996) — забойщик шахты Орджоникидзе (г. Енакиево, Донецкая область), Герой Социалистического Труда (1985).

## Биография
Родился в 1946 году. Придя на шахту имени Орджоникидзе после службы в рядах Советской Армии, работал проходчиком, забойщиком, машинистом щита, с 1975 года — бригадиром забойщиков. За годы работы в забое Шаталов воспитал свыше 50 учеников.
Принимал активное участие в общественной жизни города, избирался членом парткома шахты и бюро Енакиевского горкома Компартии Украины, депутатом городского и Донецкого областного Советов народных депутатов. В 1981 году, уезжая в Киев на XXVI съезд Компартии Украины, Ю. М. Шаталов обязался выполнить пятилетку за 2,5 года и призвал следовать его примеру. Призыв этот перерос в почин, его поддержали сотни забойщиков Центрального Донбасса. Сам же Шаталов выполнил личную пятилетку не за 2,5 года, а на месяц раньше. При норме 4775 тонн угля добыл 10580. Среднее выполнение нормы составило 183 %. Указом Президиума Верховного Совета СССР от 18 сентября 1985 года «за достижение выдающихся успехов в социалистическом соревновании, досрочное выполнение производственных заданий одиннадцатой пятилетки, большой личный вклад в увеличение добычи угля и проявленный трудовой героизм» удостоен звания Героя Социалистического Труда с вручением ордена Ленина и золотой медали «Серп и Молот».
Успешно окончил горный техникум, впоследствии, когда вибрационная болезнь вынудила оставить отбойный молоток, стал горным мастером подготовительного участка.
За самоотверженный, высокопроизводительный труд Ю. М. Шаталов был награждён орденом Ленина, орденом Октябрьской Революции, орденом «Знак Почёта», знаками «Шахтёрская слава» трёх степеней. Ему присвоены звания «Почётный шахтёр СССР» и «Заслуженный шахтёр Украинской ССР».
Умер 26 ноября 1996 года.